# Pastoralis praeeminentiae
Pastoralis praeeminentiae is de naam van een pauselijke bul van paus Clemens V op 22 november 1307 aan alle christelijke heersers.
In deze bul werd de arrestatie van alle tempeliers bevolen alsmede de inbeslagname van al hun roerende en onroerende goederen die daarmee aan de kerk vervielen. Clemens zag zich gedwongen mee te werken met Filips IV van Frankrijk, die de Tempeliers veel geld schuldig was en de eerste golf arrestaties op beschuldiging van ketterij was begonnen op 13 oktober 1307.
De arrestaties luidden een bloedige periode in van zware martelingen, afgedwongen bekentenissen en massale executies.